# Cutilzis
Cutilzis (em grego: Κούτιλζις; romaniz.: Koutilzis) foi um huno do século VI. Foi um dos três líderes das forças de mercenários sabires que serviram com o exército bizantino em Lázica em 556; seus companheiros eram Balmaco e Ilígero. Segundo Maenchen-Helfen, seu nome reconstruído do turco pode ser *qul-il-či ou *qul-elči, com qul significando "majestade". Para Peter Benjamin Golden, seu nome é a aglutinação de "muito bem-afortunado" e "majestade".